# Село Бакионица, борци пали у ратовима од 1912. до 1918. године
Списак бораца из села Бакионица, Општина Пожега, погинулих и умрлих у Балканским и Првом светском рату преузет је из књиге „Пожега и околина”, објављене 1978. године.
Подаци за подручје Пожеге прикупљани су у периоду 1976–1977. године преко матичних књига умрлих, спомен-плоча, крајпуташа, као и разговора са преживелим борцима и појединим грађанима који су по сећању могли да дају податке, уз напомену да спискови могуће да нису потпуни, због временске дистанце и недостатка поузданих извора.

## Списак
1. Бабић Чедомир
2. Бабић Живко
3. Бабић Велисав
4. Богдановић Здравко
5. Богдановић Милан
6. Богдановић Иван
7. Бојић Милан
8. Бојић Добривоје
9. Бојић Остоја
10. Бојић Радомир
11. Бојић Милорад
12. Бојић Илија
13. Бојић Павле
14. Бојић Војислав
15. Глишић Миленко
16. Глишић Глишо
17. Дашевић Милосав
18. Дашевић Војислав
19. Живковић Илија
20. Илић Ненад
21. Јанковић Милан
22. Јанковић Станоје
23. Јанковић Драго
24. Јовићевић Чедомир
25. Кандић Велимир
26. Кандић Влајко
27. Кандић Андрија
28. Коларевић Станислав
29. Коларевић Урош
30. Котарац Војимир
31. Котарац Влајко
32. Котарац Марко
33. Манојловић Тодор
34. Манојловић Светозар
35. Марјановић Тихомир
36. Марјановић Чедомир
37. Марковић Недељко
38. Николић Велимир
39. Николић Мојсо
40. Николић Јован
41. Секулић Остоја
42. Секулић Божидар
43. Симовић Стево
44. Тешовић Драгутин
45. Цветић Петар[1]